# Anisomeles
- Commons
- Wikispecies

Anisomeles R.Br. é um gênero botânico da família Lamiaceae.

## Espécies
| - Anisomeles albiflora - Anisomeles australis - Anisomeles candicans - Anisomeles cuneata - Anisomeles disticha - Anisomeles furcata - Anisomeles glabrata - Anisomeles heyneana - Anisomeles indica - Anisomeles inodora | - Anisomeles intermedia - Anisomeles malabarica - Anisomeles mollissima - Anisomeles moschata - Anisomeles nepalensis - Anisomeles ovata - Anisomeles salviaefolia - Anisomeles salviifolia - Anisomeles secunda - Anisomeles tonkinensis |